# F.C.D. Conegliano Calcio 1907
FCD Conegliano 1907 (hay đơn giản là Conegliano) là một câu lạc bộ bóng đá Ý có trụ sở tại Conegliano gần Treviso ở Veneto.
Đội đã chơi ba mùa ở Serie C.

## Màu sắc và huy hiệu
Màu sắc của đội là vàng và xanh.

## Sân vận động
Hiện tại đội chơi tại sân vận động Narciso Soldan.

## Cầu thủ đáng chú ý
- liên_kết=|viền Stephen Makinwa (2000-2001)
- liên_kết=|viền Marcelo Aparermo Mateos (2003-2004)
- liên_kết=|viền Azdren Llullaku (2004-2006)